# Odontanthias tapui
Odontanthias tapui là một loài cá biển thuộc chi Odontanthias trong họ Cá mú. Loài này được mô tả lần đầu tiên vào năm 1979.

## Từ nguyên
Từ định danh tapui được đặt theo tên của Jean Tapu (1929–2018), nhân viên Cục Thủy sản tại Papeete (đảo Tahiti), người đã cung cấp mẫu gốc loài này và ảnh màu của nó, cũng như các mẫu cá ở vùng biển Tahiti.

## Phân bố
O. tapui được ghi nhận tại đảo Moorea, Tahiti (đều thuộc quần đảo Société) và quần đảo Cook. O. tapui được tìm thấy trong khoảng độ sâu từ 120 đến 350 m.

## Mô tả
Chiều dài chuẩn (SL: standard length) lớn nhất được ghi nhận ở O. tapui là 14,5 cm. Loài này có màu hồng với các đốm vàng trên mỗi vảy cá ở thân trên. Mảnh răng lá mía thuôn dài, tựa hình đầu mũi tên như Odontanthias randalli. Đầu màu vàng bao phủ như mặt nạ. Vây lưng mềm màu hồng tím, các tia sợi màu vàng. Vây đuôi có màu vàng, lõm sâu hình lưỡi liềm với hai thùy rất dài và thuôn nhọn.
Số gai ở vây lưng: 10; Số tia ở vây lưng: ?; Số gai ở vây hậu môn: 3; Số tia ở vây hậu môn: 7; Số gai ở vây bụng: 1; Số tia vây ở vây bụng: 5; Số tia ở vây ngực: thường 16; Số lược mang: 42–47.